# توي سينغ
توي سينغ (5 أكتوبر 1990 في الهند - ) هو لاعب كرة قدم هندي في مركز الوسط. شارك مع منتخب الهند تحت 20 سنة لكرة القدم. أما مع النوادي، فقد لعب مع نادي بنغالورو ونادي تشينايين ونادي سالغاوكار وMahindra United FC ‏ وUnited Sikkim FC ‏ وMumbai Tigers FC ‏.

## وصلات خارجية
- توي سينغ على موقع قاعدة بيانات كرة القدم.إي يو (الإنجليزية)
- توي سينغ على موقع Soccerway.com (الإنجليزية)